# Ba (Provinz)
Ba ist eine Provinz im Nordwesten der fidschianischen Insel Viti Levu. Der Name Ba ist außerdem eine Bezeichnung für eine Stadt und einen Fluss auf Fidschi. Der Distrikt Ba vereint die Gebiete rund um die Stadt Ba und die Tikinas Ba und Magodro. Mit 247.708 Einwohnern im Jahr 2017 ist sie die bevölkerungsreichste Provinz des Landes.